# Tuesday (Album)
Tuesday ist das erste Studioalbum der deutschen Band Reamonn. Es wurde am 9. Mai 2000 veröffentlicht und in Deutschland für mehr als 150.000 verkaufte Tonträger mit einer Goldenen Schallplatte ausgezeichnet. Alle Titel wurden von der Band komponiert und getextet. Für das Album und die Single Supergirl erhielt die Band 2000 den Publikumspreis 1Live Krone als beste Newcomer.

## Entstehung
Im Sommer 1999 erhielt Reamonn einen Plattenvertrag bei Virgin Records. Die Band aus Stockach versammelte sich für die Aufnahmen des Debütalbums mit dem Produzenten Steve Lyon in den Forge Studios, einer ehemaligen Schmiede (daher der Name: „forge“ bedeutet im Deutschen „Schmiede“) im englischen Oswestry in der Grafschaft Shropshire. Das Album wurde von Lyon zusammen mit John Coles im Londoner Matrix Studio gemischt. Vor Veröffentlichung erscheint die Single Supergirl, die auf MTV und VIVA gespielt und ein großer Erfolg wird. Anschließend geht die Band im Vorprogramm der Guano Apes und mit HIM auf Tour.

## Titelliste
1. 7th Son 4:03
2. Supergirl 4:06
3. Swim 4:11
4. If I Go 5:25
5. Josephine 3:36
6. Head in My Hands 6:00
7. She’s So Sexual 3:05
8. Torn 3:19
9. Stripped 3:01
10. Waiting There for You 4:19
11. Just a Day 14:27

## Singles
1. Supergirl war die erste Single der Platte und landete in den deutschen Charts auf Platz 4. Das Video entstand aus einem Kurzfilm, zu dem Reamonn die Musik schrieb. Die Schauspielerin Shirin Soraya spielte die Hauptrolle.
2. Josephine war die zweite Single und erreichte in Deutschland die Höchstplatzierung mit Platz 35 (eine Woche). Auch in diesem Video spielte Soraya die Hauptrolle. „Josephine“ wurde auf dem Kompilationsalbum Eleven in einer überarbeiteten Fassung veröffentlicht.
3. Waiting There for You war die dritte Single und erlangte Platz 80 in den deutschen Charts. Auch in diesem Video spielte Soraya die Frau aus dem Song.

Zusammen sollten alle drei eine Art Trilogie ergeben, was sich auch hinsichtlich derselben Schauspielerin zeigt und da alle Lieder etwa dieselbe Art von Text beinhalten.

## Rezeption
Stefan Friedrich urteilt bei laut.de: „Dazu kommen wirklich schöne Melodien, bei denen man teilweise den Eindruck hat, sie schon ein Leben lang zu kennen, sich nur nicht mehr erinnern kann, woher.“
Dean Carlson von Allmusic kommt zu einem ähnlichen Urteil: „Germany's Reamonn has an ironic ability to create gold albums full of songs that you feel you'll rack your brains trying to remember the minute they've stopped playing.“ (Die deutschen Reamonn haben die ironische Fähigkeit, Goldene Schallplatten voll mit Liedern zu machen, bei denen der Versuch sich daran zu erinnern eine Minute nach dem Ende des Liedes schon zu Rätselraten führt.)
Beim Bundesverband der Musikindustrie wurde für Tuesday im Jahr 2000 eine Goldene Schallplatte für mehr als 150.000 verkaufte Tonträger zertifiziert.